# كازوما كيتا
كازوما كيتا (باليابانية: 北 一真) (21 ديسمبر 1981 في كانازاوا في اليابان – )؛ هو لاعب كرة قدم ياباني سابق كان يلعب كحارس مرمى.

## وصلات خارجية
- كازوما كيتا على موقع رابطة كرة القدم اليابانية للمحترفين (اليابانية)
- كازوما كيتا على موقع قاعدة بيانات كرة القدم.إي يو (الإنجليزية)
- كازوما كيتا على موقع Soccerway.com (الإنجليزية)
- كازوما كيتا على موقع عالم كرة القدم.نت (الإنجليزية)